# 군서초등학교 (전남)
군서초등학교는 대한민국 전라남도 영광군 군서면 마읍리에 있는 공립 초등학교이다.

## 학교 연혁
- 1928년 9월 15일 군서공립보통학교 개교(설립인가 4월 15일)
- 1938년 4월 1일 군서공립심상소학교로 개칭
- 1941년 4월 1일 군서공립국민학교로 개칭
- 1949년 12월 21일 군서국민학교로 개칭
- 1970년 3월 3일 18학급 편성
- 1980년 3월 2일 병설유치원 인가(1학급)
- 1996년 3월 1일 군서초등학교로 개칭
- 1997년 3월 1일 송학초등학교 본교로 통폐합
- 2004년 11월 2일 학교도서관 리모델링
- 2006년 11월 23일 과학실 현대화 추진
- 2009년 9월 16일 다목적강당 '꿈마루' 준공
- 2015.02.13 제83회 졸업식(총 졸업생 5,241명)
- 2015.03.01 제26대 김옥경 교장 부임
- 2017.02.12 제85회 졸업식(총 졸업생 5,257명)
- 2017.09.01 제27대 임봉애 교장 부임

## 참고 자료
- 군서초등학교 - 한국교육학술정보원 학교알리미